# Rad-Nationencup der Männer U23 2010
Der Rad-Nationencup der Männer U23 2010 ist die 4. Austragung des Rad-Nationencups der Männer U23, einer seit der Saison 2007 stattfindenden Serie der wichtigsten Rennen im Straßenradsport für Männer U23.

## Rennen
| Datum              | Rennen                           | Sieger (Fahrer)       | Sieger (Nationen) | Führende Nation |
| ------------------ | -------------------------------- | --------------------- | ----------------- | --------------- |
| 26. – 28. März     | Grande Prémio de Portugal        | Tom Dumoulin          | Niederlande       | Niederlande     |
| 10. April          | Flandern-Rundfahrt (Männer U23)  | Marko Kump            | Slowenien         | Niederlande     |
| 14. April          | La Côte Picarde                  | Wjatscheslaw Kusnezow | Russland          | Niederlande     |
| 17. April          | ZLM Tour                         | Arman Kamyschew       | Kasachstan        | Niederlande     |
| 26. – 27. April    | Giro delle Regioni               | Enrico Battaglin      | Italien           | Niederlande     |
| 3. – 6. Juni       | Coupe des Nations Ville Saguenay | Luka Mezgec           | Slowenien         | Slowenien       |
| 5. – 12. September | Tour de l’Avenir                 | Nairo Quintana        | Kolumbien         | Slowenien       |

## Gesamtwertung
| Position | Nation             | Punkte |
| -------- | ------------------ | ------ |
| 1        | Slowenien          | 106    |
| 2        | Niederlande        | 103    |
| 3        | Frankreich         | 90     |
| 4        | Kolumbien          | 77     |
| 5        | Vereinigte Staaten | 61     |
| 6        | Deutschland        | 61     |
| 7        | Russland           | 57     |
| 8        | Dänemark           | 56     |
| 9        | Portugal           | 49     |
| 10       | Belgien            | 48     |
| …        | …                  | …      |
| 20       | Schweiz            | 15     |
| 25       | Luxemburg          | 4      |